# Pasciano
Pasciano è una frazione di Amatrice. Arroccato sulla dorsale appenninica tra i Monti Sibillini ed i Monti della Laga a 1085 metri s.l.m. in una zona ad alta attività sismica, è situato a poca distanza dall'antico confine tra lo Stato Pontificio e il Regno di Napoli. Nella parte alta del paese si trova l'antica chiesa di San Silvestro, risalente al XV secolo, sovrastata dal caratteristico ed elegante campanile, donato nel 1930 dalla famiglia Vincenzo Sagnotti alla cittadinanza. Naturalisticamente la zona è di grande fascino: da un lato vi è la profonda e boscosa valle del ramo ovest del Torrente Neia, ai piedi del Monte Prato (1813 metri s.l.m.), dall'altro invece la veduta si fa ampia su tutta la catena dei Monti della Laga, dal Monte Vettore fino al Gran Sasso d'Italia. Il territorio di Pasciano è incluso nel Parco nazionale del Gran Sasso e Monti della Laga.

## Storia
Anticamente il territorio di Pasciano faceva parte di quelle che venivano chiamate Terrae Summatinae, già popolate da pagi, villae e vici d'epoca romana situati intorno al punto più alto dell'antica via Salaria (1010 metri s.l.m.), e così chiamate in riferimento a Summata, il più grande dei villaggi del territorio. Gli scrittori romani parlavano di Summa Villarum e tra queste probabilmente vi era anche il Vicus Phalacrinae, luogo di nascita dell'imperatore Vespasiano, salito al trono nel 70 d.C.; la stessa Gens Flavia era originaria del luogo.
Dopo la caduta dell'Impero romano d'Occidente le ville summatine passarono attraverso le successive dominazioni bizantina, longobarda, normanna, e infine costituirono il confine tra Regno di Napoli e Stato Pontificio. L'esistenza della villa di Pasciano viene attestata già nel VI secolo come parte del Gastaldato longobardo di Rieti. Il paese si sviluppò intorno al castello ligneo, oggi andato perduto, costruito dalla locale famiglia dei Sagnotti per fortificare la posizione strategica del luogo, tra le zone di influenza di Amatrice, Norcia, Arquata del Tronto e Ascoli, che a partire dal XII secolo si contesero e spartirono il territorio dell'ormai decaduto centro di Summata, oggi scomparso.
Tra il 1100 e il 1200 Pasciano ed i paesi della valle dell'Aleggia dipesero dal comitato di Falacrine. Documenti storici, come il Catalogus baronum, compilato inizialmente al tempo di Ruggero il Normanno e nuovamente redatto nel 1168, attestano la partecipazione dei baroni delle ville summatine del comitato di Falacrine alle crociate. Nel 1295 il paese passò sotto la giurisdizione de la Matrice, l'odierna Amatrice, costituitasi in libero comune.
Nel corso del XIII secolo il valore strategico del controllo della vicina via Salaria e dell'alto corso del fiume Tronto accrebbero l'importanza delle fortificazioni e dei castelli sullo spartiacque della Meta, tra i quali quelli di Pasciano e delle vicine Aleggia e Roccasalli. L'importanza strategica del luogo fu tale che nel 1211 l'imperatore Ottone IV ordinò a poca distanza da Pasciano la costruzione di Oppidum divenuta poi Accumoli attraverso l'incastellamento dei villaggi lmitrofi limitrofi.
Tra il 1400 e il 1500 il territorio di Pasciano fu al centro di feroci dispute territoriali, sfociate spesso in guerre, tra Amatrice, Norcia, Arquata del Tronto, Cittareale e L'Aquila.
Nel 1639 Pasciano fu gravemente danneggiato dai devastanti terremoti dei giorni 7, 14 e 17 ottobre, che rasero al suolo gran parte delle ville summatine, tra cui la vicina cittadina de l'Aleggia. Tuttavia fu proprio durante il XVII secolo che Pasciano divenne rinomato centro di produzione di archibugi, fucili e cannoni grazie alla scoperta, operata dall'ingegnosa famiglia dei Sagnotti, di una particolare lega metallica che contrastava efficacemente l'ossidazione delle parti metalliche. Nella seconda metà del XVII secolo questa scoperta era una rivoluzione in grado di cambiare il corso della storia e gli equilibri politici e militari della zona, almeno fino all'avvento del fucile a pietra focaia, e infatti la fabbrica di fucili impiantata nel castello di Pasciano fu presto al centro delle attenzioni dei circoli filofrancesi e delle truppe spagnole del Regno di Napoli: nel 1647 una lettera indirizzata all'ambasciatore di Francia a Roma, contenente informazioni sul castello di Pasciano, fu intercettata dagli spagnoli e costò la vita alla principessa Annamaria Orsini, legata ai circoli antispagnoli del centro Italia, come narrato dal cronista dell'epoca Nicola Lupacchino da Amatrice. Nel 1672, nel 1703 e nel 1730 Pasciano fu scosso da altrettanti violenti terremoti che danneggiarono in maniera consistente il patrimonio architettonico locale.
Dal XVIII secolo Pasciano attraversò una fase di progressiva decadenza e spopolamento, e la sua storia fu strettamente legata alle sorti della vicina Amatrice. Con l'unità d'Italia il territorio amatriciano fu inserito nell'Abruzzo aquilano (Abruzzo Ulteriore), e solo nel 1927, con la creazione della provincia di Rieti, la zona entrò a far parte dell'alto Lazio. Oggi la piccola economia del paese si basa prevalentemente sulla pastorizia, sulla produzione di legname e sulla villeggiatura.
Il paese è stato duramente colpito dal terremoto del 24 agosto 2016, con epicentro a circa 8 km da Pasciano, e dallo sciame sismico successivo alla prima scossa. Molti degli edifici dell'abitato sono stati seriamente danneggiati, tra cui la chiesa di San Silvestro. La forte replica del 30 ottobre con epicentro in vicinanza di Norcia ha poi causato ulteriori ingenti danni e crolli nel paese.

## Feste e tradizioni
La festa del santo patrono, San Silvestro, cade il 31 dicembre.
Tradizionalmente, l'ultima domenica di agosto si celebra la festa del paese, con una funzione religiosa nella chiesa di san Silvestro ed una processione che dalla chiesa attraversa il corso del paese fino all'altare votivo del Sacro Cuore di Gesù.

## Galleria d'immagini

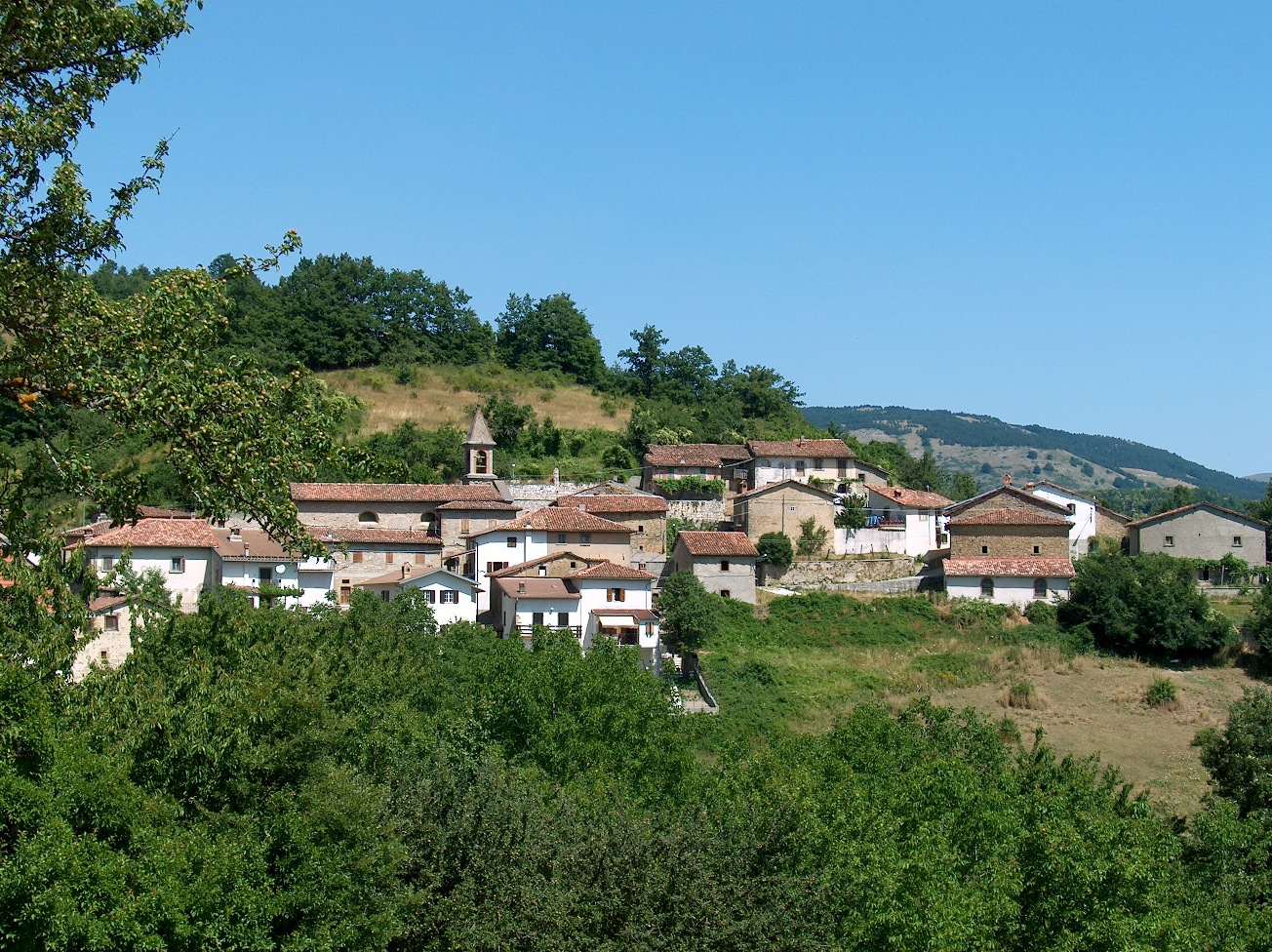
vista di Pasciano dal campo ronario
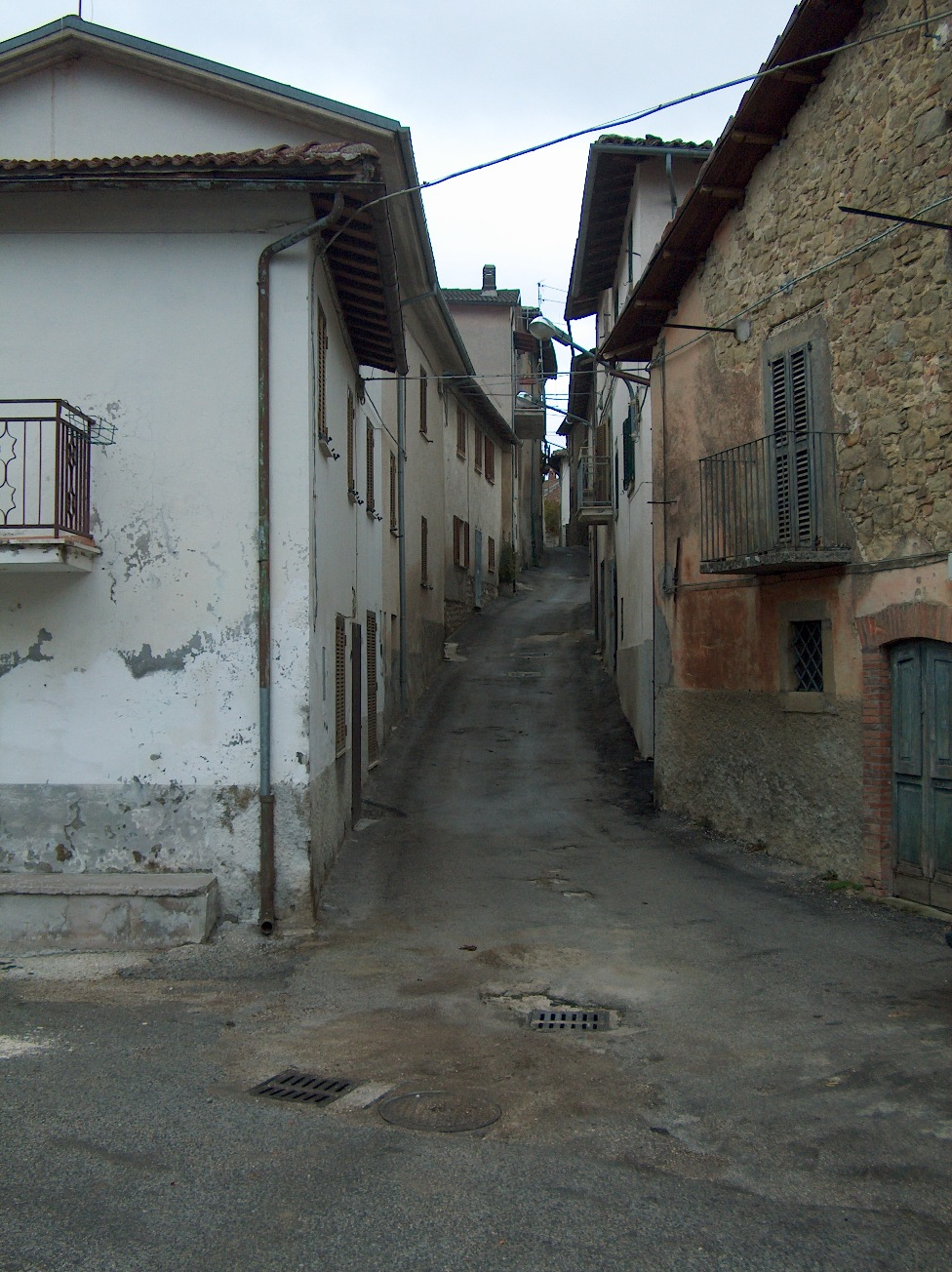
Via Centrale (già Corso Vittorio Emanuele II)
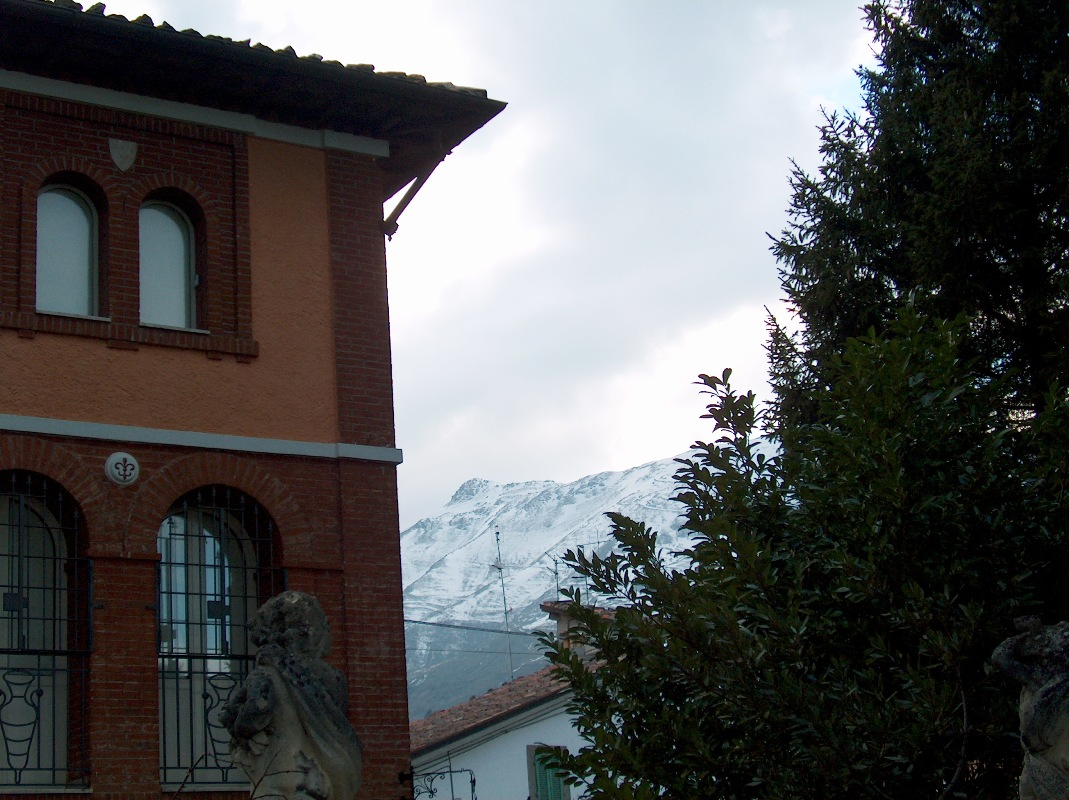
la Montagna del Leone (noto anche come Monte Prato o Monte Pozzoni) vista da Pasciano
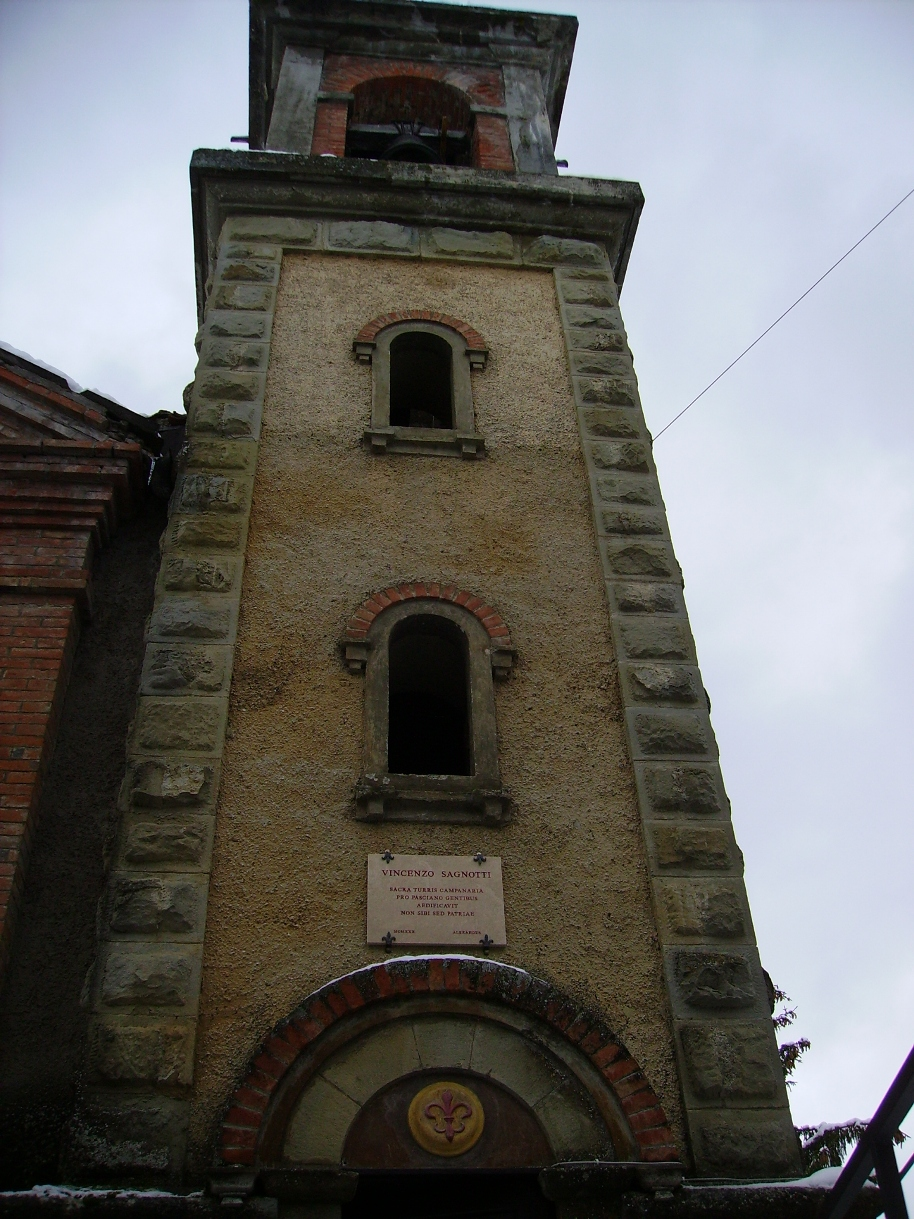
il campanile della chiesa di San Silvestro
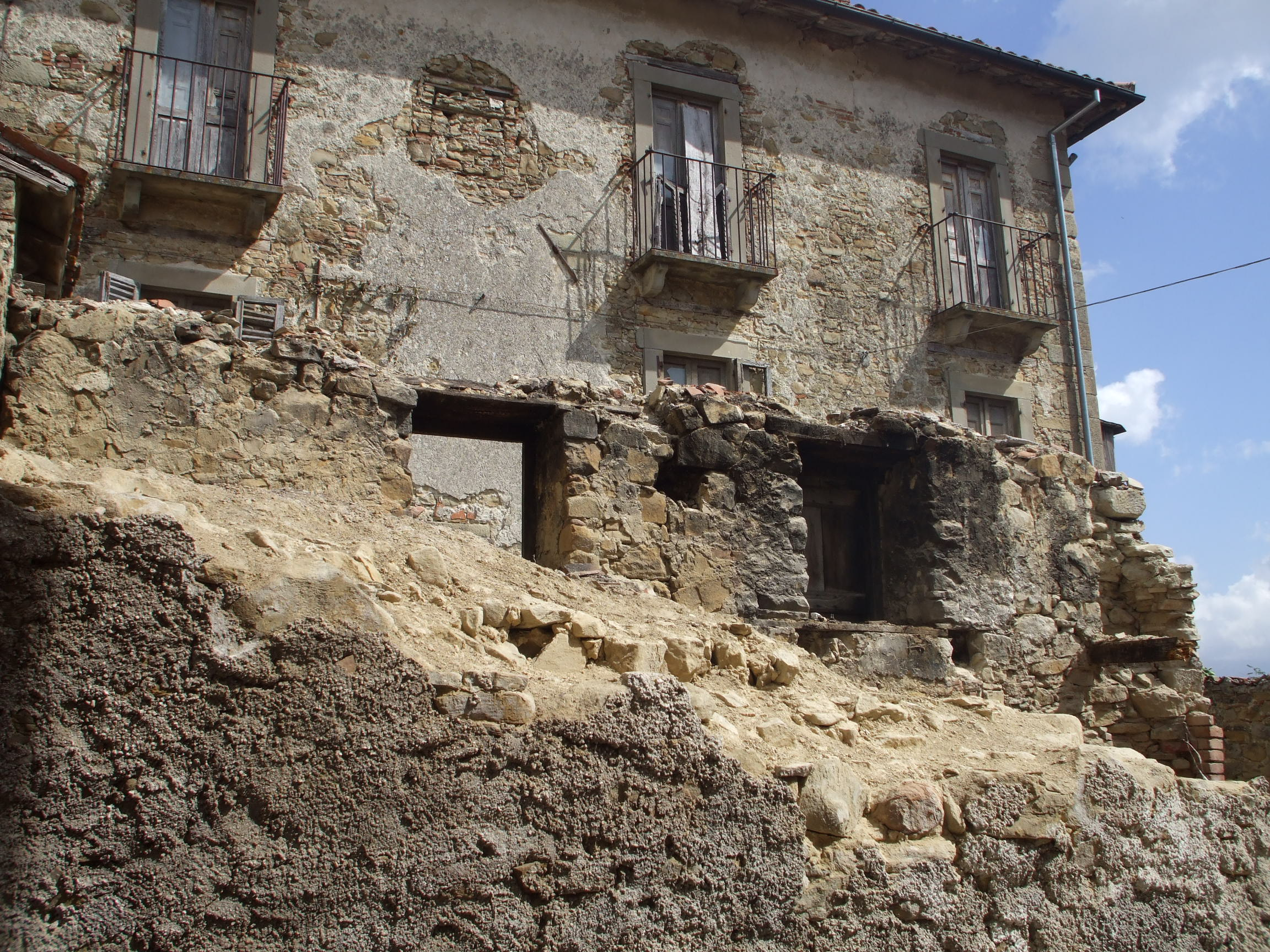
ruderi di palazzo Sagnotti - Calabresi
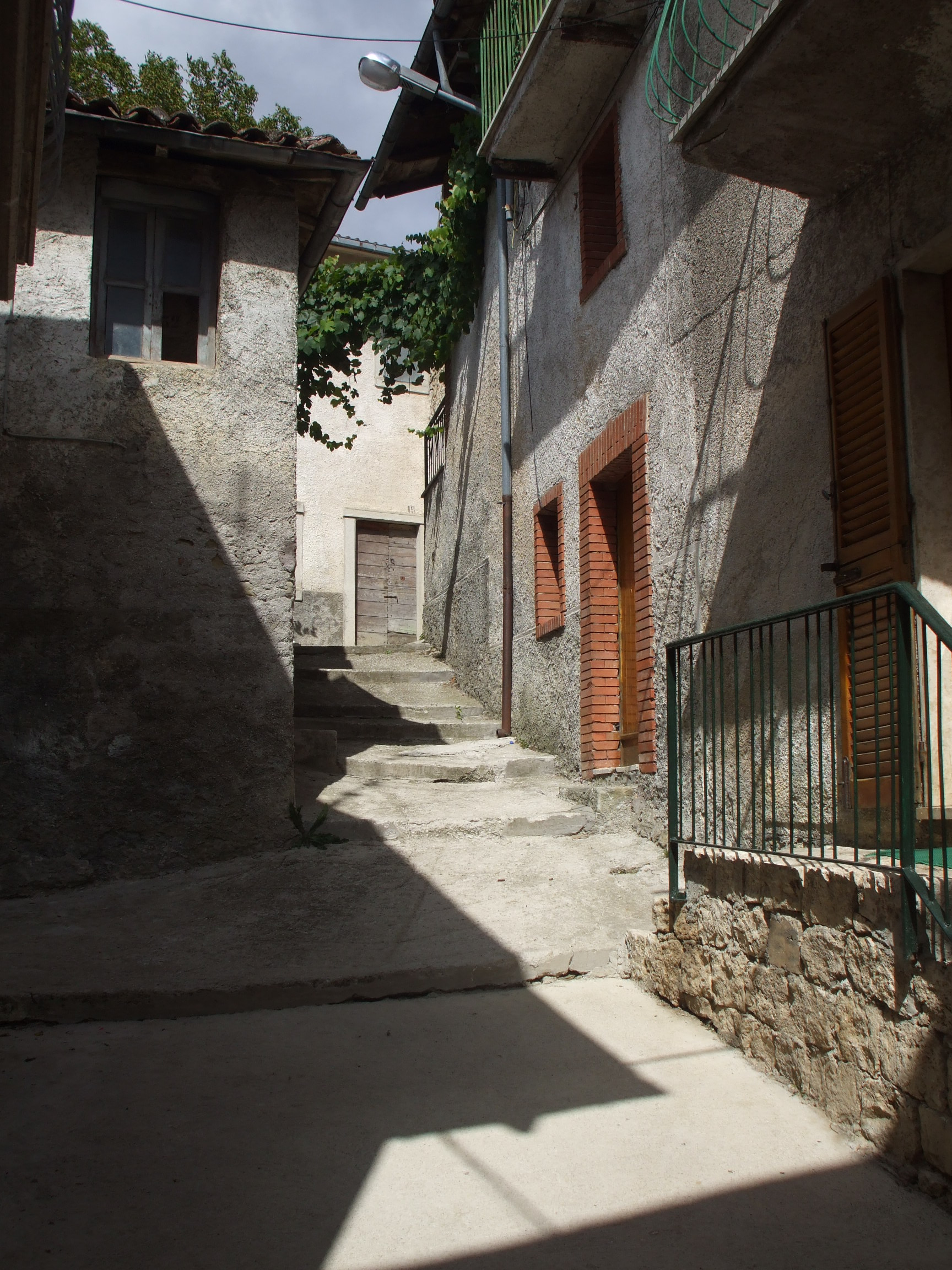
tipico vicolo pascianese
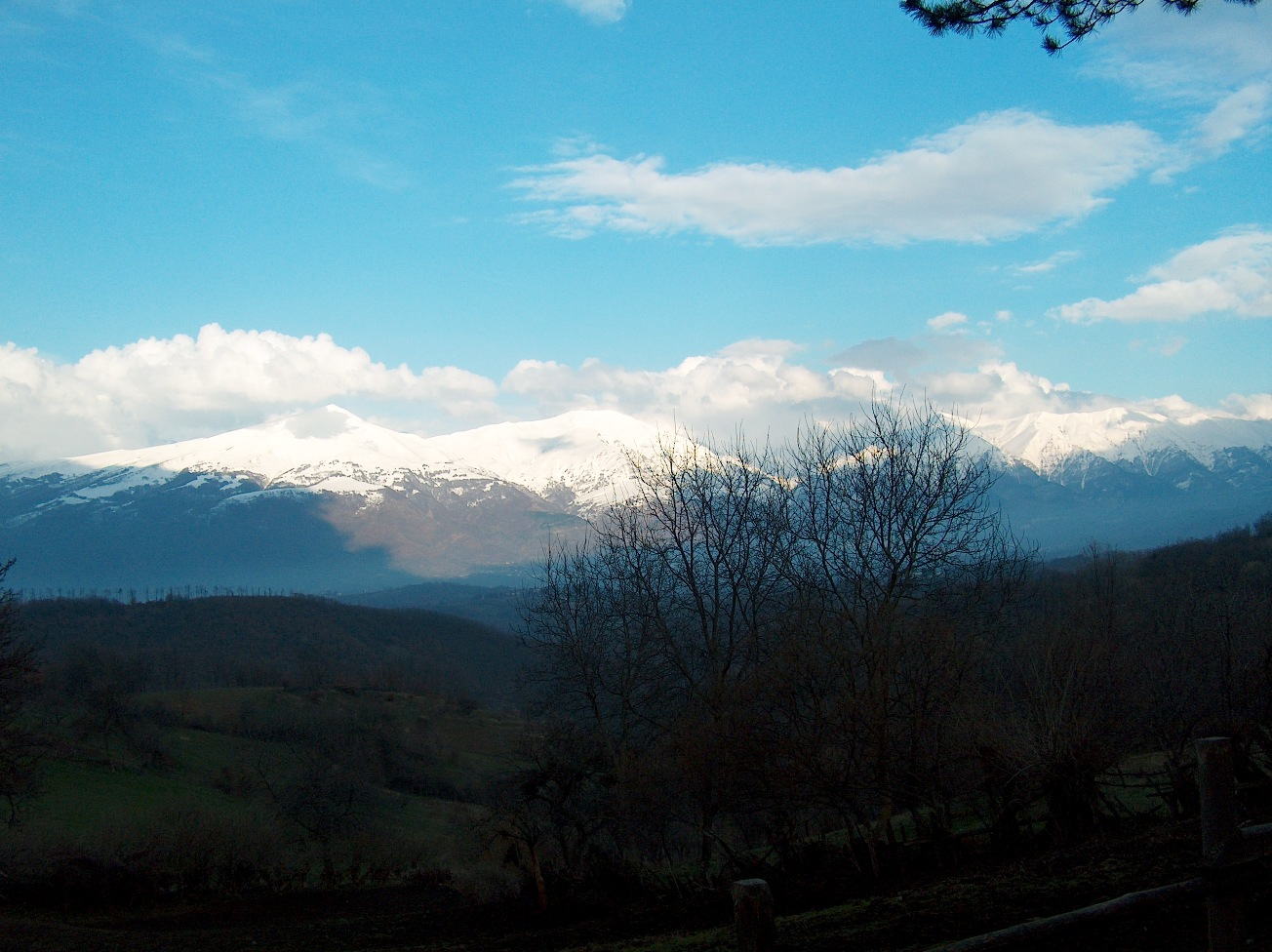
Monti della Laga, panorama da Pasciano
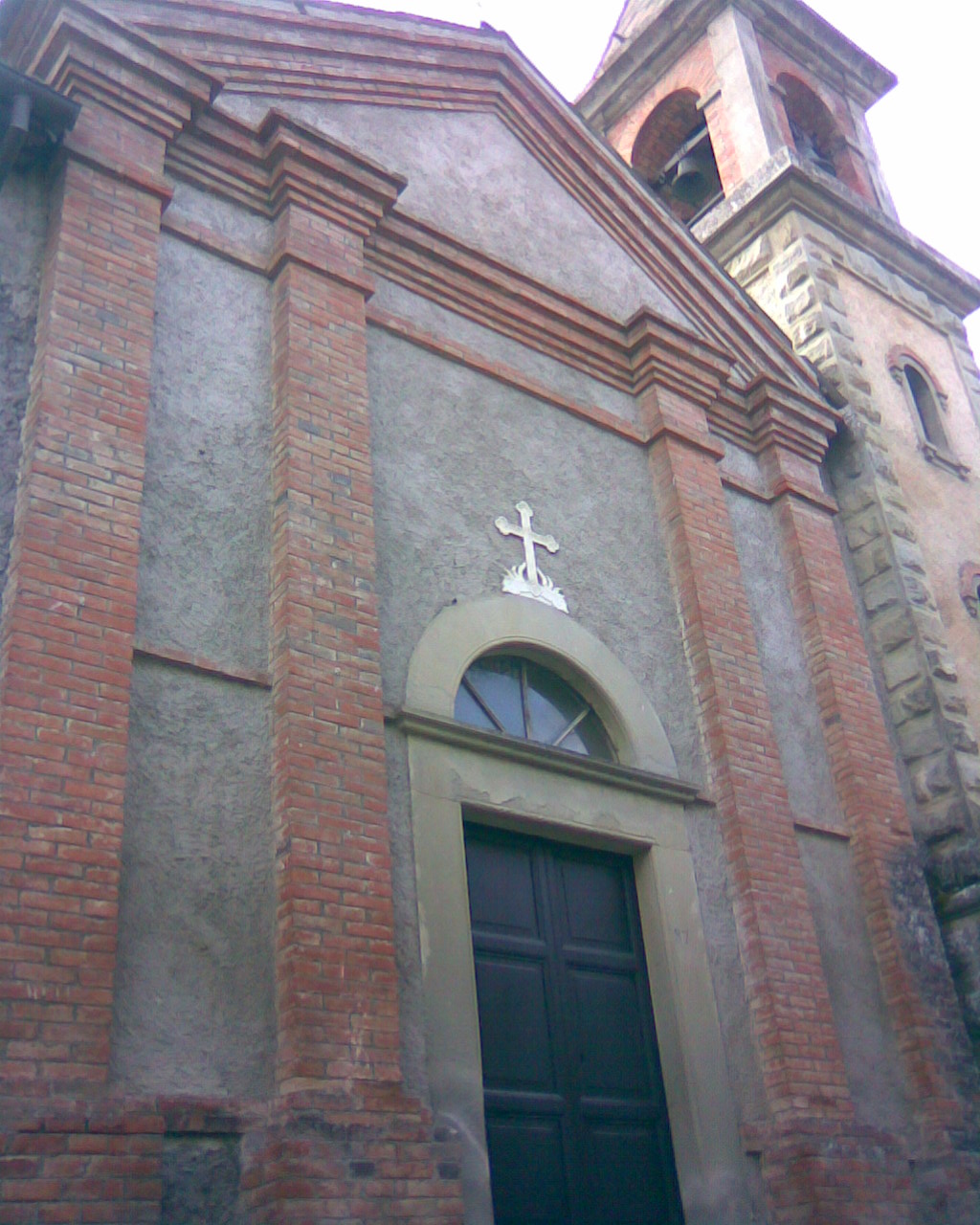
facciata della chiesa di San Silvestro
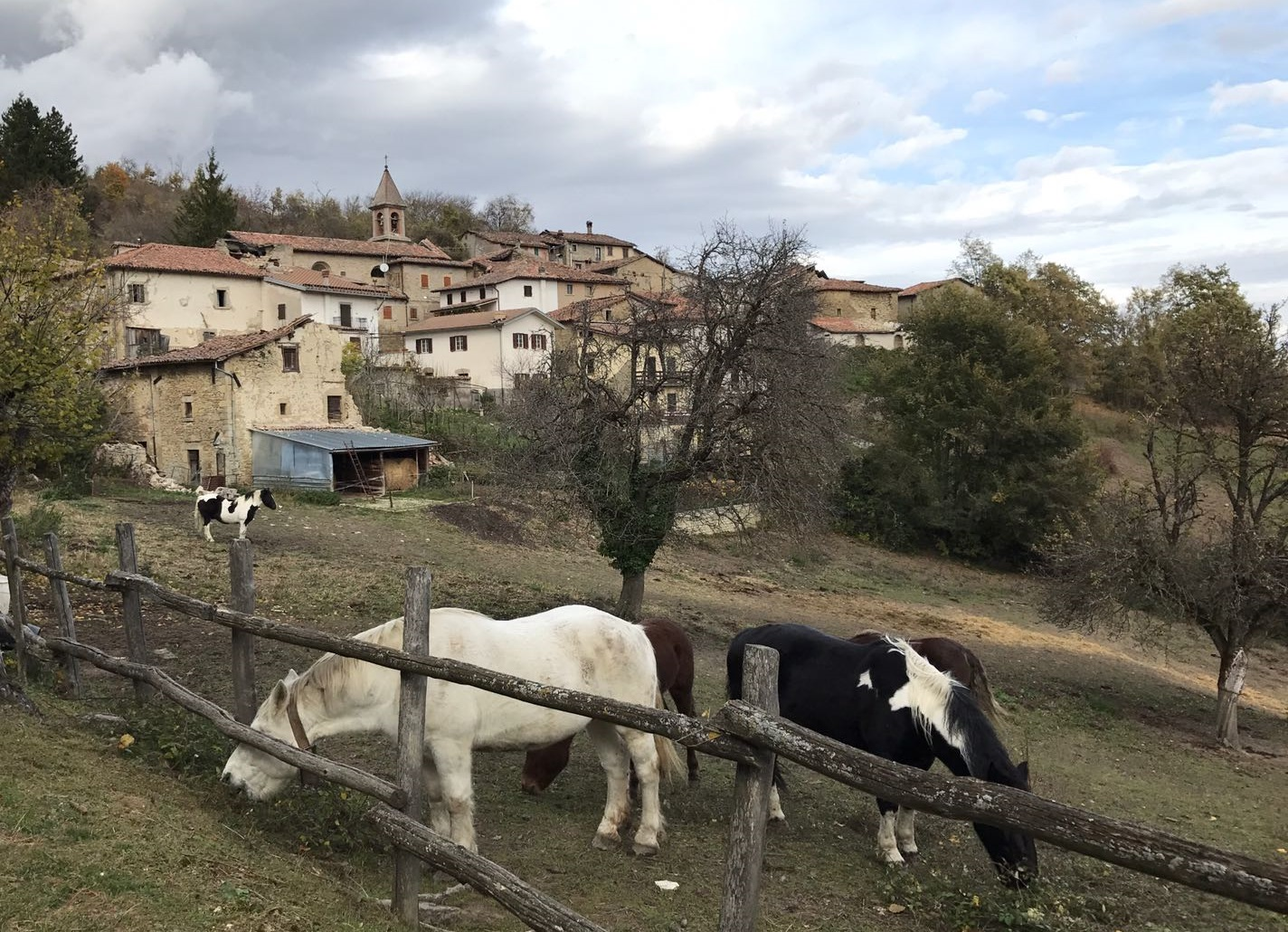
L'abitato di Pasciano dopo il grande sisma del 30 ottobre 2016
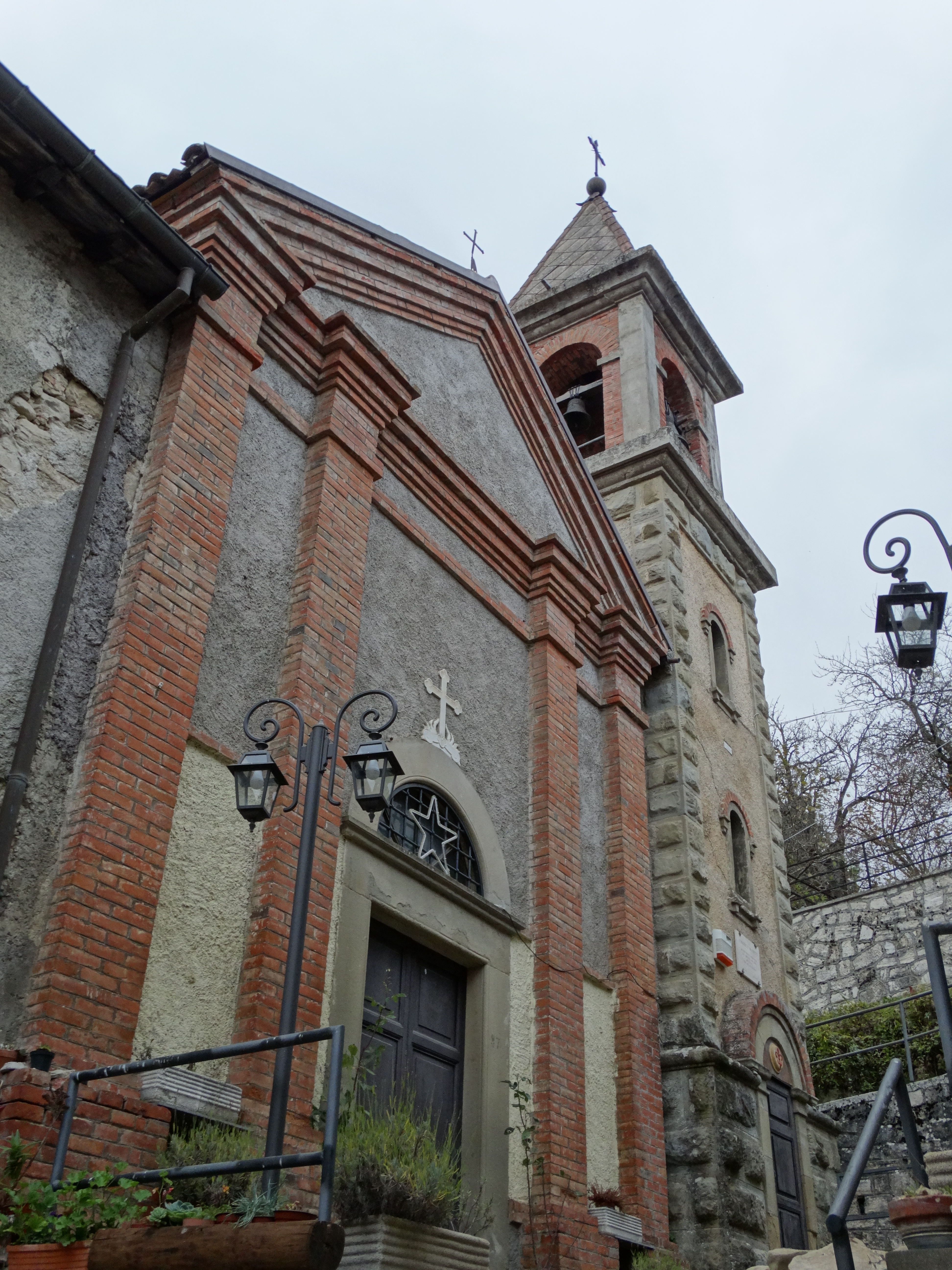
Chiesa e campanile di San Silvestro a Pasciano, dopo il sisma del 30 ottobre 2016